# کارل اتو آپل
کارل اتو آپل  (آلمانی: Karl-Otto Apel؛ زادهٔ ۱۵ مارس ۱۹۲۲ – درگذشته ۱۵ مه ۲۰۱۷) یک فیلسوف اهل آلمان بود. کارل اتو آپل در ۱۵ مه ۲۰۱۷ در سن ۹۵ سالگی درگذشت.

## سمت‌های علمی
آپل در سال ۱۹۶۱ به عنوان استاد دانشگاه ماینتس منصوب شد. او از سال ۱۹۶۲ تا ۱۹۶۹ استاد تمام فلسفه در دانشگاه کیل، از سال ۱۹۶۹ تا ۱۹۷۲ در دانشگاه زارلاند و از ۱۹۷۲ تا ۱۹۹۰ در دانشگاه فرانکفورت آم ماین بود.  در سال ۱۹۹۰ او به عنوان بازنشستگی افتخاری نائل شد. او همچنین در دانشگاه‌های مختلف جهان عنوان مدعو یا استاد میهمان را داشته‌ است.